# Marianne Lüdicke
Marianne Lüdicke (* 18. Oktober 1919 in Frankfurt am Main; † 18. August 2012 in Marquartstein) war eine deutsche Bildhauerin.

## Leben

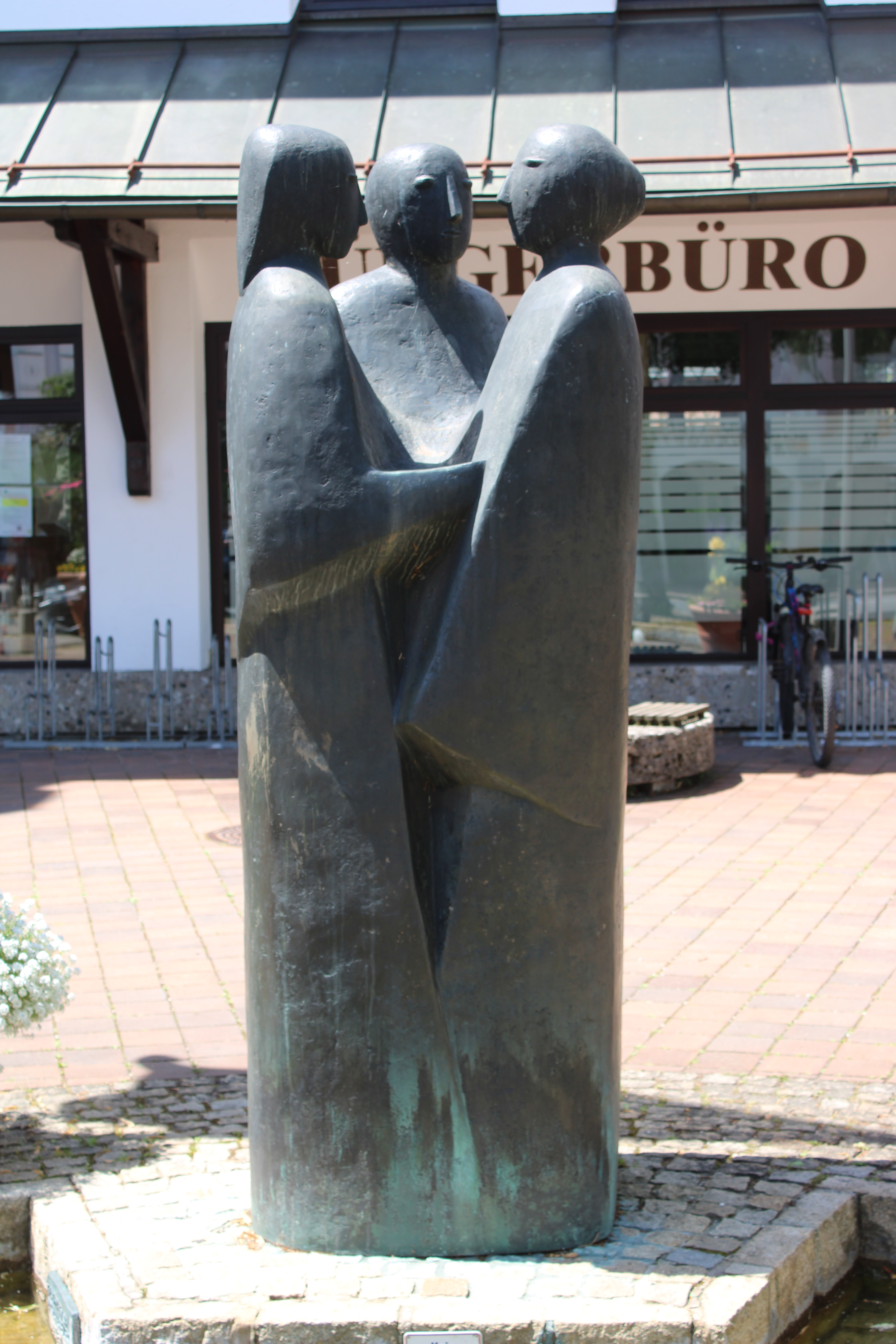
Figurengruppe „Begegnung“ – vor dem Rathaus Prien

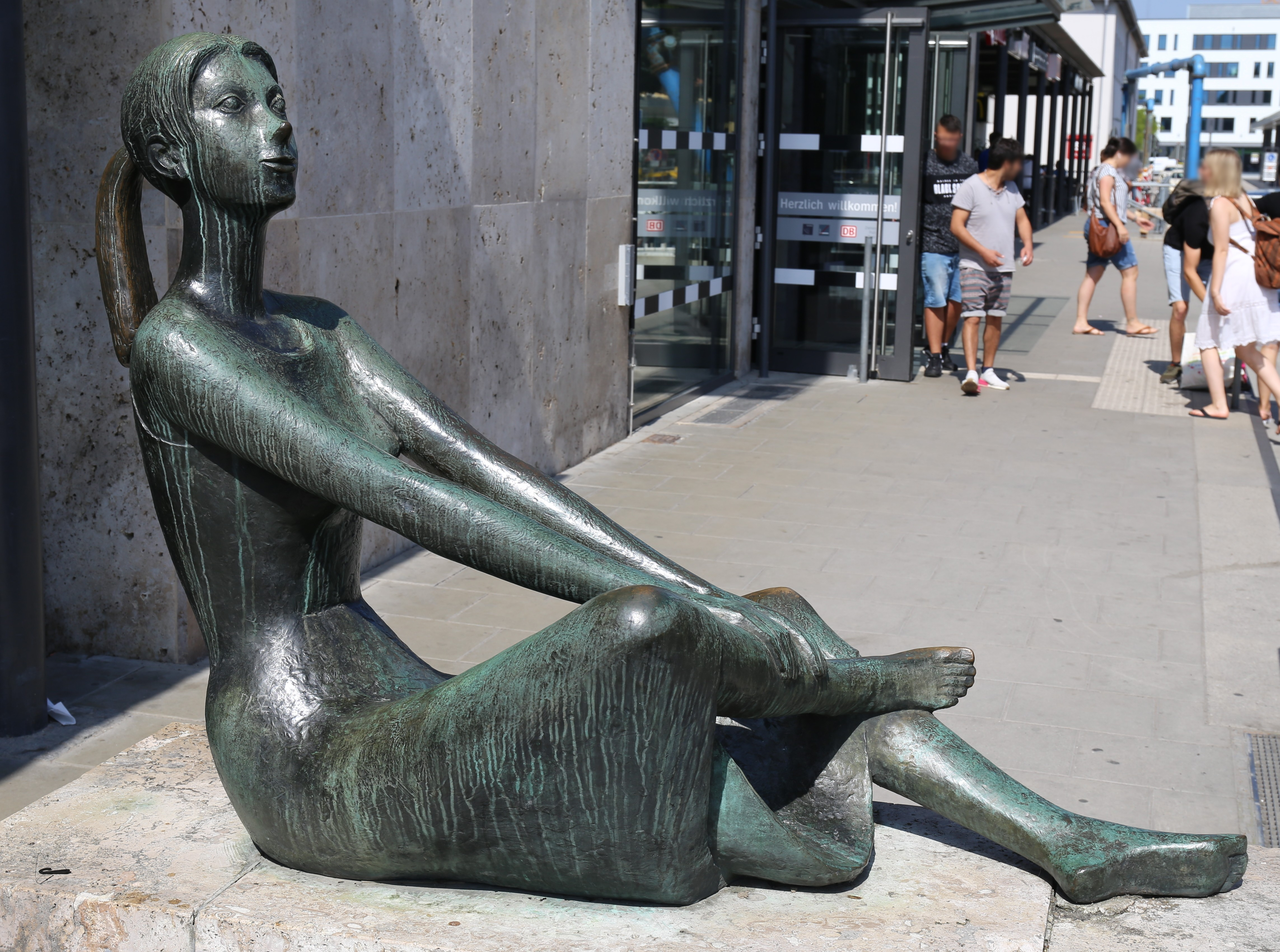
Sitzendes Mädchen, Bahnhof Rosenheim

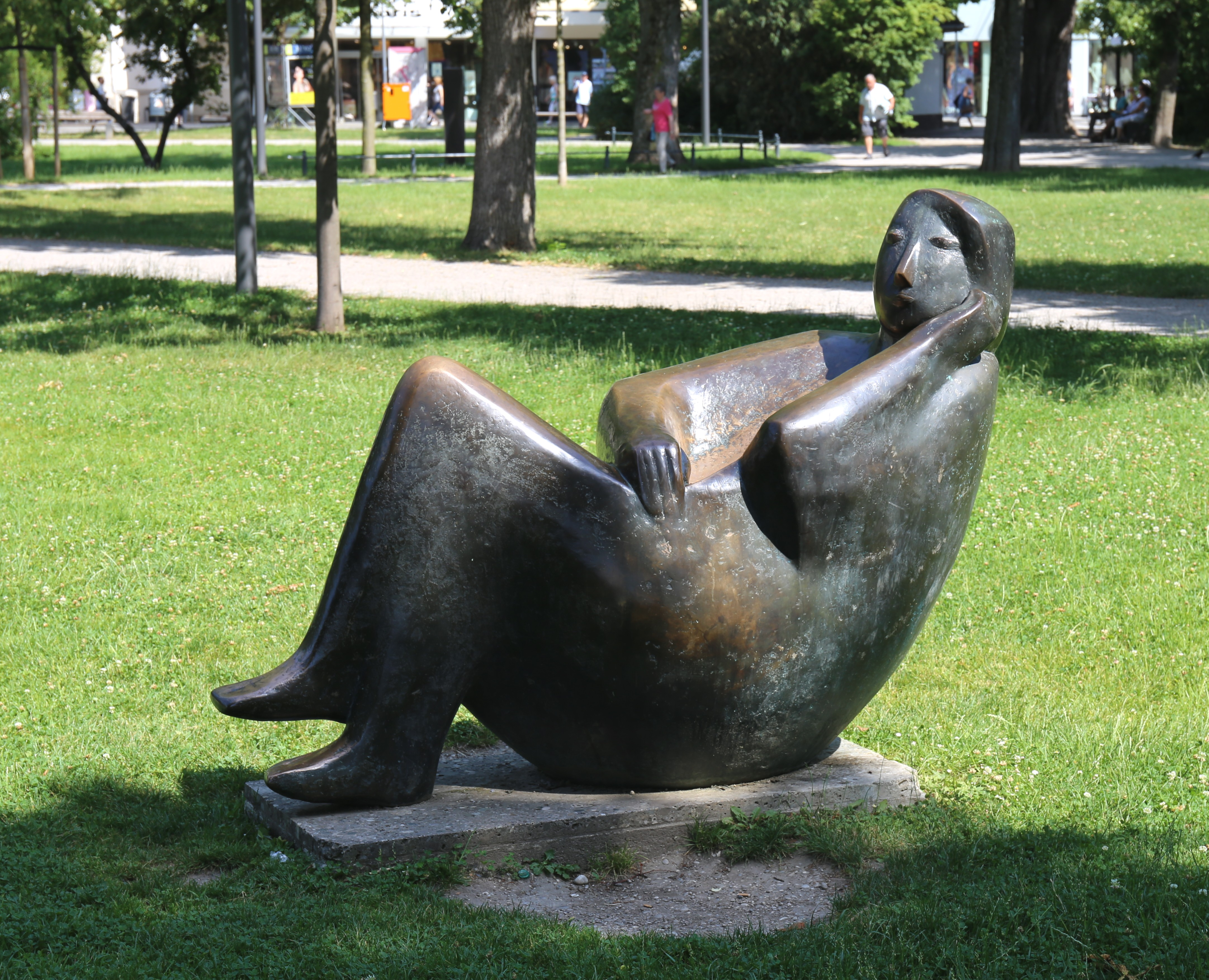
Ruhe, 1985, Salingarten, Rosenheim

Nach einem Besuch der Kunstschule W. G. Maxon in München studierte Marianne Lüdicke von 1939 bis 1944 an der Akademie der Bildenden Künste München bei Richard Knecht. Seit 1945 arbeitete sie freischaffend in Bernau-Weisham am Chiemsee, wo sie seit 1959 ein eigenes Atelier hatte. In ihren letzten Lebensjahren wohnte sie in einem Seniorenheim in Marquartstein (Chiemgau).

## Auszeichnungen
- 1980 Seerosenpreis der Stadt München
- 1999 Kulturpreis des Landkreises Rosenheim

## Einzelausstellungen
- 1958 Städtische Galerie Rosenheim
- 1978 Städtische Galerie Würzburg
- 1977 Kunsthaus Lübeck
- 1981 Galerie Boisserée Köln
- 1986 Galerie Riemenschneider, Hamburg
- 1993 Galerie Ossenpohl, Bonn
- 1994 Rathausgalerie Prien
- 2006 Ausstellung „Zwei Generationen“ (zusammen mit ihrer Nichte Bettina Lüdicke), Galerie im Alten Rathaus, Prien

## Werke
Bronzen
- 1964 Müßiger Junge
- 1965 Besinnliche
- 1975 Im Wind
- 1980 Afrikanische Mutter
- 1999 Frau mit Halsschmuck

Kunst im öffentlichen Raum

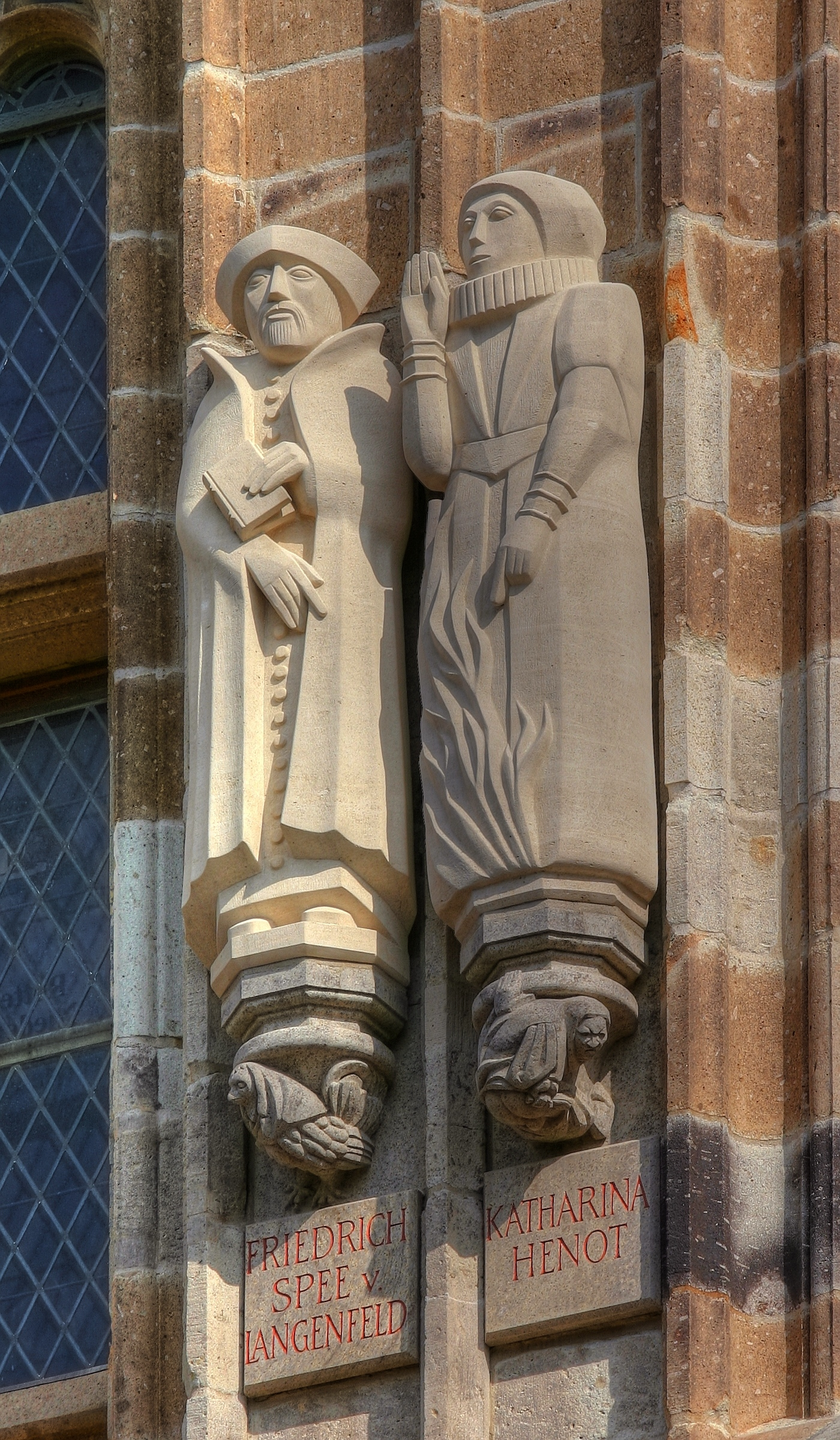
Skulpturen am Kölner Rathausturm

- 1983 Brunnenanlage auf dem Rathausplatz Prien
- 1985 Skulpturenpark in Rosenheim
- 1985 Haydnstr. München, seit 2012 Hohenzollernstr. Ludwigsburg (Wüstenrot)
- 1988–90 Figuren der Katharina Henot, deren Nachfahrin Marianne Lüdicke ist, sowie des Friedrich Spee von Langenfeld am Ratsturm in Köln[1]

- Darmstadt: 30 Reliefplatten vor dem ABC-Verlagsgebäude
- München: Dreirabenbrunnen, Hotel Deutscher Kaiser